# Привилидж
Привилидж („Privilege“ в превод „Привилегия“) е нощен клуб, намиращ се на остров Ибиса, един от най-известните за електронна музика.
Със своя капацитет от 10 000 души той се счита за най-големия клуб в света. Разположен е до Сан Рафаел на пътя между градовете Ибиса и Сан Рафаел.
Отворен е през 1970 под името KU. Още тогава се радва на голяма популярност сред музикалните среди. В края на 1980-те е затворен и отваря врати отново през 1994 под сегашното си име Privilege.
Клубът впечатлява с невероятните си светлинни ефекти, акустиката и перфектния звук. Разположен е на 3 нива в сграда с формата на летяща чиния. Основната секция е с висок 25 метра покрив и има плувен басейн. Тъй като клубът има 3 части, могат да се чуят всякакви стилове музика – хаус, транс, техно, фънк и др.
По време на целия летен сезон в Privilege участия имат DJи като Тиесто, Пол Ван Дайк, Роджър Санчес, Sasha, Карл Кокс и др.